# يو إس إس كاليستر: نحو اللانهاية (المرآة السوداء)
"يو إس إس كاليستر: إلى اللانهاية" هي الحلقة السادسة في الموسم السابع من سلسلة الخيال العلمي المرآة السوداء، وهي أيضًا تكملة لـ"يو إس إس كاليستر". يعود العديد من أبطال "يو إس إس كاليستر" لتأدية أدوارهم مرة أخرى، ومنهم كريستين ميليوتي، جيمي سيمبسون، بيلي ماغنوسن، ميلانكا بروكس، أوسي إيخيلي، وبول جي. رايموند. كتب الحلقة مبتكر السلسلة تشارلي بروكر، بيشا ك. علي، ويليام بريدجز، وبيكا بولينغ، وأخرجها توبي هاينز. عُرضت الحلقة لأول مرة على نتفليكس في 10 أبريل 2025، مع بقية حلقات الموسم السابع.

## القصة
طاقم يو إس إس كاليستر، وجميعهم نسخ رقمية مستنسخة لموظفي شركة كاليستر التي طورت لعبة فيديو حول السفينة الفضائية، قد دخلوا إلى "إنفينيتي"، وهي نسخة متعددة اللاعبين عبر الإنترنت من اللعبة. لضمان بقائهم وسط المعاملات الدقيقة في اللعبة، يتولون دور قراصنة لسرقة لاعبين آخرين. بما أنهم يفتقرون إلى علامة لاعب (gamer tag)، فإنهم أهداف سهلة للاعبين الآخرين الذين يحاولون مهاجمتهم. يدركون أنه للبقاء على قيد الحياة، يجب عليهم اختراق خوادم إنفينيتي لإنشاء فضاء افتراضي خاص بهم، لكن هذا يتطلب أولاً استعادة "والت"، النسخة الرقمية لجيمس والتون، الرئيس التنفيذي لشركة كاليستر، ثم استخدام المعلومات التي يعرفها والت للسفر عبر "قلب إنفينيتي" للوصول إلى هذا الفضاء.
تزور صحفية شركة كاليستر لتسأل مالكها جيمس والتون عن هؤلاء اللاعبين المارقين في إنفينيتي، وعن معدات الاستنساخ الرقمي غير القانونية التي استخدمها المالك السابق للشركة، روبرت دالي. تسمع نانيت كول، مبرمجة اللعبة، هذا الحديث، وتعرض مساعدة والتون لتعقب هؤلاء اللاعبين المارقين. يدخلون اللعبة ويتتبعون والت، النسخة المستنسخة لوالتون، الذي كان قد مات سابقًا لكنه أُعيد إحياؤه بسبب كميات ضئيلة من الحمض النووي لدالي التي تم استنساخها رقميًا وتسربت إلى إنفينيتي. في الوقت نفسه، تكتشف نان، النسخة الرقمية لنانيت وقائدة يو إس إس كاليستر، مكان والت. يلتقي الفريقان، يجدون والت، ويعودون إلى يو إس إس كاليستر. أثناء لقائه ببقية الطاقم، يعبث والتون بمسدس ليزر ويقتل نسخة فالداك. تطرد نانيت والتون من اللعبة، ثم تنقطع عن اللعبة لتوجه له اللوم على تصرفاته وهما يغادران المكتب، لكنها تصطدم فجأة بسيارة، مما يتركها في حالة تبدو وكأنها موت دماغي.
في هذه الأثناء، يساعد والت في توجيه يو إس إس كاليستر إلى القلب، الذي يظهر كمحطة فضائية، وتنتقل نان إليه. تكتشف أنه إبداع رقمي لجراج دالي حيث طور هو ووالتون التكنولوجيا وراء اللعبة الأصلية، بما في ذلك نسخة رقمية مستنسخة من دالي نفسه. بما أن دالي كان العبقري وراء عالم اللعبة، حصلوا على جهاز استنساخ رقمي غير قانوني لوضع نسخة من دالي في اللعبة، مما يسمح للنسخة بتقديم أفكار مستمرة لبناء إنفينيتي حتى لو مات دالي الحقيقي. النسخة المستنسخة من دالي مستعدة لمساعدة نان والطاقم، لكنها تكشف أن نانيت حاليًا في حالة موت دماغي؛ يعرض خيارًا عبر أقراص مرنة منفصلة، إما بدمج وعي نان مع نانيت لإحيائها، أو يمكنه نسخ ولصق الطاقم إلى خادم خاص. تدرك نان أن هذا سيترك نسخة من نفسها لتكون عبدة لدالي، وتطالب بقص ولصق الطاقم، مما يدفعه لمهاجمتها.
في هذه الأثناء، يدخل والتون اللعبة وينشر باسم والت للوصول إلى جسر كاليستر، وبينما يكون الطاقم مشتتًا، يرسل دعوة لجميع اللاعبين الذين سرقهم طاقم كاليستر. يُطرد النسخة الرقمية لوالتون، ويقرر والتون بدلاً من ذلك متابعة الأحداث من الخارج. تكافح السفينة للدفاع عن نفسها ضد مئات اللاعبين الغاضبين.
نان، التي تكافح للبقاء على قيد الحياة من تلاعب دالي بواقعهم، تنجح في قتله بسكين دعامة. يؤدي موت دالي إلى تفعيل مفتاح قتل يبدأ في تدمير القلب. تبحث نان بجنون عن القرص لتنفيذ عملية القص واللصق وتفعله، وعندما تكون كاليستر على وشك أن تُصاب بالصواريخ. تجد نان نفسها تسيطر على جسد نانيت، الذي يسكنه أيضًا طاقم كاليستر الذين يمكنهم تجربة العالم من خلال حواسها والتواصل معها عبر الهاتف المحمول. في هذه الأثناء، يكتشف والتون أن إنفينيتي بأكملها قد مُحيت من الخادم. بعد أشهر، يُعتقل والتون بتهمة الاحتيال والاستنساخ الرقمي غير القانوني، بينما تسترخي نان والطاقم لمشاهدة أحدث حلقة من "ربات البيوت الحقيقيات في أتلانتا".